# 마키야마 고세이
마키야마 고세이(일본어: 牧山 晃政, 2000년 12월 10일~)는 일본의 축구 선수이다.

## 구단 경력
그는 2023년 J3리그의 SC 사가미하라에 입단했다. 2024년까지 41경기에 출전하여, 2득점을 넣었다. 2025년 가마타마레 사누키로 이적했다.